# 김진성 (야구 선수)
김진성(金珍成, 1985년 3월 7일 ~ )은 KBO 리그 LG 트윈스의 투수이다.

## 아마추어 시절
어린 시절 고집이 세 할아버지가 야구를 배우게 하며 야구를 시작했다. 고등학교 3년간 19이닝 평균자책점 7.11, 17탈삼진으로 부진했으나 3학년 때인 2004년에 대통령배 전국고교야구대회와 화랑대기 전국고교야구대회에서 호투하며 SK 와이번스의 2차 6라운드 42순위 지명을 받았다. 하지만, 1년을 유급해 계약금 없이 입단했다. 신인 계약 시 입단 계약금은 필수인데 김진성의 궁박한 상황과 무지를 악용해 부당한 계약을 체결해 구단이 부당이득을 취했다.

## SK 와이번스시절
2005년에 입단하였다. 팔꿈치 부상으로 인해 1군 경기에 등판하지 못하고 2006년에 방출됐다.

## 넥센 히어로즈시절
경찰 야구단 입단 테스트를 받았으나 실패해 1년을 쉰 후, 공익근무요원으로 대체 복무했다. 가정 형편이 어려워 공익근무요원으로 근무하는 동안 퇴근 후 헬스장에서 혼자 재활 운동을 했다. 소집 해제 후 신고선수로 입단했으나, 2011년 6월에 계약이 해지돼 또 방출됐다.

## NC 다이노스시절

### 2012년 시즌
방출 후 트라이아웃에 응시해 극적으로 합격했다. 입단 후 당시 투수코치였던 최일언의 조언으로 투구 밸런스를 잡아 제구가 향상됐으며, 그의 주력 변화구인 포크볼을 배웠다. 2012년에 2군에서 팀의 마무리로 등판했다. 2군에서 20세이브를 거둬 퓨처스 리그 역대 최다 세이브를 기록했다.

### 2013년 시즌
4월 13일 SK 와이번스와의 경기에서 팀의 창단 첫 세이브를 기록했다. 하지만 계속 불안한 모습을 보여 이민호에게 마무리 자리를 넘겼다.

### 2014년 시즌
4월 3일 KIA 타이거즈와의 경기에서 시즌 첫 세이브를 기록했다.
감독 추천 선수로 발탁되며 데뷔 후 첫 올스타전에 출전했다. 8월 21일 넥센 히어로즈와의 경기에서 20세이브를 기록했다.
시즌 58경기에 출전해 3승 3패, 25세이브, 1홀드, 4점대 평균자책점을 기록하며 세이브 4위를 기록했다.

#### 2014년준플레이오프
10월 24일 LG 트윈스와의 3차전에서 팀의 첫 포스트시즌 세이브를 기록했다.
| 평균자책점 | 경기 | 완투 | 완봉 | 승 | 패 | 세 | 홀 | 이닝 | 피안타 | 피홈런 | 볼넷 | 사구 | 삼진 | 실점 | 자책점 |
| ---------- | ---- | ---- | ---- | -- | -- | -- | -- | ---- | ------ | ------ | ---- | ---- | ---- | ---- | ------ |
| 0.00       | 2    | 0    | 0    | 0  | 0  | 1  | 0  | 1.2  | 2      | 0      | 2    | 1    | 1    | 1    | 0      |

### 2015년 시즌
개막 후 8경기에 등판해 4.2이닝 3세이브, 평균자책점 0을 기록했다. 하지만 4월 26일 LG 트윈스와의 경기에서 등판 후 오른쪽 장딴지에 이상을 느껴 강판됐다. 정밀 검사 결과 오른쪽 종아리 근육 부분이 파열돼 1군 엔트리에서 제외됐다. 6월 2일 LG 트윈스와의 경기 전 당시 같은 팀이었던 노성호와 함께 엔트리에 복귀했다. 복귀 후 주로 중간 계투로 등판했다.
시즌에 59경기에 출전해 4점대 평균자책점, 66이닝, 5세이브, 12홀드를 기록했다.

#### 2015년플레이오프
2경기에 등판해 3실점으로 부진했다.
| 평균자책점 | 경기 | 완투 | 완봉 | 승 | 패 | 세 | 홀 | 이닝 | 피안타 | 피홈런 | 볼넷 | 사구 | 삼진 | 실점 | 자책점 |
| ---------- | ---- | ---- | ---- | -- | -- | -- | -- | ---- | ------ | ------ | ---- | ---- | ---- | ---- | ------ |
| 81.00      | 2    | 0    | 0    | 0  | 0  | 0  | 0  | 0.1  | 2      | 1      | 1    | 1    | 1    | 3    | 3      |

### 2016년 시즌
8월 21일 두산 베어스와의 경기에서 역대 50번째 3년 연속 50경기 출장을 기록했다.

### 2017년 시즌
시즌 69경기에 등판해 89.2이닝 10승 6패, 15홀드, 3점대 평균자책점을 기록했다.

### 2018년 시즌
3년간 많은 이닝을 소화해 크게 부진했다. 시즌 50경기에 등판해 45.1이닝 3승 2패, 5홀드, 7점대 평균자책점을 기록했다.

### 2019년 시즌
시즌 42경기에 등판해 1승 2패, 5홀드, 4점대 평균자책점을 기록했다.

### 2020년 시즌
2월 2일 스프링캠프 도중 연봉 삭감에 불만을 품고 돌연 귀국했다. 2군에서 좋은 성적을 내고 있었으나, 1군에 복귀했다가 2군으로 내려가는 일이 반복됐다. 이 후 7월 10일 LG 트윈스와의 경기에서 복귀했다.
시즌 후반 불안해진 불펜진에서 필승조로 활동하며 스프링캠프 이탈 사건 이후 비판적이었던 여론이 호의적으로 변했다.
시즌 48경기에 등판해 47.1이닝 3승, 6홀드, 10볼넷, 56탈삼진, 2점대 평균자책점을 기록했다.

#### 2020년 한국시리즈
두산 베어스와의 6경기에 모두 등판해 6.2이닝 3홀드, 5피안타, 4탈삼진, 무사사구, 무실점을 기록했다. 6경기 연속 등판은 KBO 역대 최초이다.
| 평균자책점 | 경기 | 완투 | 완봉 | 승 | 패 | 세 | 홀 | 이닝  | 피안타 | 피홈런 | 볼넷 | 사구 | 삼진 | 실점 | 자책점 |
| ---------- | ---- | ---- | ---- | -- | -- | -- | -- | ----- | ------ | ------ | ---- | ---- | ---- | ---- | ------ |
| 0.00       | 6    | 0    | 0    | 0  | 0  | 0  | 3  | 6 2/3 | 5      | 0      | 0    | 0    | 4    | 0    | 0      |

### 2021년 시즌
시즌 42경기에 등판해 2승 4패, 1세이브, 9홀드, 7점대 평균자책점을 기록했다. 2021년 11월에 방출됐다.

## LG 트윈스시절
2021년 12월 22일에 입단하였다.

### 2023년 시즌
80경기에 출전해 5승 1패 4세이브 21홀드를 기록하였고, 통산 100홀드를 달성하고 팀의 29년만에 통합우승에 1등공신이 되었다.

#### 2023년 한국시리즈
Kt 위즈와의 2경기에 등판해 1이닝 1홀드, 0피안타, 1탈삼진, 2사사구, 무실점을 기록했다.
| 평균자책점 | 경기 | 완투 | 완봉 | 승 | 패 | 세 | 홀 | 이닝 | 피안타 | 피홈런 | 볼넷 | 사구 | 삼진 | 실점 | 자책점 |
| ---------- | ---- | ---- | ---- | -- | -- | -- | -- | ---- | ------ | ------ | ---- | ---- | ---- | ---- | ------ |
| 0.00       | 2    | 0    | 0    | 0  | 0  | 0  | 1  | 1    | 0      | 0      | 2    | 0    | 1    | 0    | 0      |

## 트리비아
- 부모 없이 조부모 밑에서 자라 할아버지에 대한 감정이 각별하다. 2020년 4월 연습 경기 중 할아버지가 돌아가셨다. 후에 인터뷰에서 "한국시리즈 우승이라도 보고 가셨다면 얼마나 좋았을까 하는 생각이 들어요.”라고 말했다.[2]

## 출신 학교
- 서울인헌초등학교
- 성남중학교
- 서울고등학교(전학) → 성남서고등학교

## 통산 기록
| 연도 | 팀명   | 평균자책점 | 경기 | 완투 | 완봉 | 승 | 패 | 세 | 홀  | 승률  | 타자 | 이닝 | 피안타 | 피홈런 | 볼넷 | 사구 | 탈삼진 | 실점 | 자책점 |
| ---- | ------ | ---------- | ---- | ---- | ---- | -- | -- | -- | --- | ----- | ---- | ---- | ------ | ------ | ---- | ---- | ------ | ---- | ------ |
| 2013 | NC     | 4.76       | 33   | 0    | 0    | 1  | 2  | 2  | 0   | 0.333 | 149  | 34   | 32     | 5      | 17   | 2    | 28     | 20   | 18     |
| 2014 | NC     | 4.10       | 58   | 0    | 0    | 3  | 3  | 25 | 1   | 0.500 | 211  | 48⅓  | 40     | 4      | 26   | 2    | 52     | 25   | 22     |
| 2015 | NC     | 4.50       | 59   | 0    | 0    | 3  | 4  | 5  | 12  | 0.429 | 271  | 66   | 59     | 14     | 18   | 1    | 70     | 35   | 33     |
| 2016 | NC     | 4.48       | 69   | 0    | 0    | 6  | 8  | 1  | 14  | 0.429 | 347  | 84⅓  | 79     | 15     | 16   | 2    | 100    | 44   | 42     |
| 2017 | NC     | 3.61       | 69   | 0    | 0    | 10 | 6  | 0  | 15  | 0.625 | 361  | 89⅔  | 72     | 13     | 27   | 2    | 98     | 38   | 36     |
| 2018 | NC     | 7.15       | 50   | 0    | 0    | 3  | 2  | 0  | 5   | 0.600 | 207  | 45⅓  | 56     | 13     | 19   | 2    | 38     | 38   | 36     |
| 2019 | NC     | 4.29       | 42   | 0    | 0    | 1  | 2  | 0  | 5   | 0.333 | 178  | 42   | 39     | 6      | 15   | 2    | 35     | 25   | 20     |
| 2020 | NC     | 2.66       | 48   | 0    | 0    | 3  | 0  | 0  | 6   | 1.000 | 190  | 47⅓  | 41     | 4      | 10   | 0    | 56     | 16   | 14     |
| 2021 | NC     | 7.17       | 42   | 0    | 0    | 2  | 4  | 1  | 9   | 0.333 | 174  | 37⅔  | 43     | 7      | 18   | 1    | 37     | 34   | 30     |
| 2022 | LG     | 3.10       | 67   | 0    | 0    | 6  | 3  | 0  | 12  | 0.667 | 236  | 58   | 44     | 6      | 22   | 1    | 54     | 21   | 20     |
| 2023 | LG     | 2.18       | 80   | 0    | 0    | 5  | 1  | 4  | 21  | 0.883 | 270  | 70⅓  | 41     | 8      | 26   | 0    | 69     | 17   | 17     |
| 2024 | LG     | 3.97       | 71   | 0    | 0    | 3  | 3  | 1  | 27  | 0.500 | 294  | 70⅓  | 62     | 11     | 23   | 7    | 61     | 34   | 31     |
| 통산 | 11시즌 | 4.14       | 688  | 0    | 0    | 46 | 38 | 39 | 127 | 0.548 | 2888 | 693⅓ | 608    | 237    | 214  | 22   | 698    | 347  | 319    |

- 빨간 글씨는 한국 프로야구 역사상 최고 기록
- 굵은 글씨는 해당 시즌 최고 기록